# Vegas (televisieserie, 2012)
Vegas is een Amerikaanse dramaserie die werd uitgezonden op CBS van 25 september 2012 tot en met 10 mei 2013; één seizoen ofwel 21 afleveringen. De hoofdrollen worden vertolkt door Dennis Quaid en Michael Chiklis.

## Verhaal
De serie speelt zich af in het Las Vegas van de jaren zestig en draait om sheriff Ralph Lamb (Quaid) en zijn confrontaties met de maffioos Vincent Savino (Chiklis) uit Chicago, die naar het westen verhuisde om zijn eigen misdaadimperium uit te bouwen. Het personage Lamb is gebaseerd op een voormalige rancher met dezelfde naam die van 1961 tot 1979 sheriff van Clark County was.

## Rolverdeling
| Acteur           | Personage           |
| ---------------- | ------------------- |
| Dennis Quaid     | Sheriff Ralph Lamb  |
| Michael Chiklis  | Vincent Savino      |
| Carrie-Anne Moss | Katherine O'Connell |
| Jason O'Mara     | Deputy Jack Lamb    |
| Taylor Handley   | Dixon Lamb          |
| Sarah Jones      | Mia Rizzo           |

## Afleveringen
1. Pilot
2. Money Plays
3. All That Glitters
4. (Il) Legitimate
5. Solid Citizens
6. The Real Thing
7. Bad Seeds
8. Exposure
9. Masquerade
10. Estinto
11. Paiutes
12. From This Day Forward
13. Road Trip
14. The Third Man
15. Two of a Kind
16. Little Fish
17. Hollywood Ending
18. Scoundrels
19. Past Lives
20. Unfinished Business
21. Sons of Nevada